# Jenkins Cooper
Jenkins Cooper (ur. 15 kwietnia 1975) – liberyjski piłkarz występujący na pozycji obrońcy.

## Kariera klubowa
W swojej karierze Cooper występował między innymi w liberyjskim zespole Mighty Barolle.

## Kariera reprezentacyjna
W reprezentacji Liberii Jenkins zadebiutował w 1994 roku. W tym samym roku został powołany do kadry na Puchar Narodów Afryki. Zagrał na nim w meczach z Gabonem (2:1) i Zairem (0:2), a Liberia zakończyła turniej na fazie grupowej. Od 1994 do 2001 rozegrał w kadrze narodowej 13 meczów i strzelił 1 gola.